# Catharina ter Braake
Catharina ter Braake   (Amsterdam, 19 de desembre de 1913 - Amsterdam, 20 de juny de 1991), més coneguda com a Kitty ter Braake, va ser una atleta neerlandesa, especialista en i curses de velocitat, que va competir durant la dècada de 1930.
El 1936 va prendre part en els Jocs Olímpics de Berlín, on va disputar dues proves del programa d'atletisme. En ambdues, els 80 metres tanques i el 4x100 metres, fou cinquena.
En el seu palmarès destaquen una medalla de bronze en els 80 metres tanques al Campionat d'Europa d'atletisme de 1938 i dos campionats nacionals en aquesta mateixa especialitat (1937, 1938).

## Millors marques
- 100 metres. 12.3" (1938)
- salt de llargada. 5,24 metres (1940)
- 80 metres tanques. 11.7" (1936)[3]